# Vklenjeni Prometej (Jordaens)
Vklenjeni Prometej je slika flamskega baročnega slikarja iz Antwerpa,  Jacoba Jordaensa (1593–1678) in je eden od eksponatov v baročnem oddelku muzeja Wallraf-Richartz v Kölnu.

## Opis
Videti je, da ostareli, a še vedno mogočni Prometej s široko odprtimi usti in očmi v kriku smrti pada nazaj v veliko črno luknjo Hada. Okoli zapestja in gležnjev nosi železne verige, od katerih je ena še vedno pritrjena na skalo. Orel z velikim razponom kril, ki s kljunom žre jetra žrtve, tvori diagonalo platna. Zgoraj desno gleda mladostni glasnik Hermes s širokim klobukom, petasus. V levi roki nosi kerikej, v desni pa je listnata veja, za katero se zdi, da se je ves čas skrival.

## Motiv
Okoli leta 1640 je Jakob Jordaens naslikal Padec Prometeja, priljubljeni motiv baročnega tematskega slikarstva, presenetljivo podoben Petru Paulu Rubensu iz okoli leta 1612.
Prometej pripada družini bogov Titanov. Titani so vladali svetu pred Zevsom in njegovimi olimpskimi bogovi, ki so jih premagali in vrgli v Tartar. Medtem ko so morali Titani, kot sta Atlant ali Tifon, po porazu zoper olimpske bogove opravljati suženjske službe, je Prometej, ki je to zmago omogočil bogovom, sprva ostal na svobodi - dokler ljudem ni izročil ognja.
Pesnik Ajshil je očitno poznal ugibanja pitagorejcev svojega časa, da je bila duša 'košček etra' , in jo prepletel s starodavnim mitom, da je človek bitje, ki ga je Prometej naredil iz ognja in vode, ustvaril zrak in zemljo.
In Stvarnik je imel rad svoja bitja. Ko je bilo odločeno, kateri deli žrtev naj bodo za bogove in kateri za ljudi, je Prometej stopil na stran svojega ljudstva in mu pomagal prelisičiti bogove. Brezvredne dele žrtev je zavil z velikim koščkom maščobe, ki je bila takrat še dragocena. Po drugi strani pa je na dobre kose položil kosti. Bogovi so prevaro prepoznali, a so jo sprejeli. Krznena vreča s kostmi na desni na sliki ponazarja to prevaro žrtve. Tudi zaradi tega dejanja je Prometej sumil na olimpske bogove.
Toda ljudje, ki jih je ustvaril Prometej, še vedno niso imeli posebnih lastnosti. Niso imeli močnih zob in niso bili posebej hitri ali posebej močni. Zato je Prometej ljudem v ognjenih nebesih »ukradel žerjavico, ki ustvarja vse umetnosti«', kot piše Ajshil. Goreča bakla na levi na sliki blizu Prometejeve glave spominja na to dejanje Titana. Doprsni kip na desni strani slike ob daritvi kaže na Prometejevo vlogo ustvarjalca človeka.
Z izročitvijo ognja ljudem je Prometej - z vidika olimpskih bogov - storil velik prekršek, ker je ogenj ljudi naredil še bolj podobne bogovom. Zevs je za to kaznoval Prometeja tako, da ga je vkoval ob skalo na Kavkazu in mu vsak dan poslal orla, da bi mu pojedel jetra. To je Prometeju povzročilo nepojmljivo bolečino, vendar ga ni ubilo, ker so mu jetra nenehno rastla. Slikar Jakob Jordaens je za svojo sliko izbral ta trenutek največjega trpljenja. Izognil se je pretiranemu pretoku krvi in zevajočim ranam. Agonija in trpljenje Prometeja sta zares verodostojni po njegovem telesu, napetih mišicah in predvsem škrlatnem obrazu, ki ga izkrivlja bolečina.

## Kompozicija
Formalno Jordaensova slika Prometej temelji na upodobitvah križanja Petra, ki je bil križan na glavo. Sliko deli s krilih orla po diagonali. Lik Prometeja je vstavljen v sliko tako, da je bilo njegovo telo - še posebej v predelu nog - upodobljeno močno perspektivno. S tem je Jordaens gledalcu pokazal svoje slikarske sposobnosti.

## Interpretacija
Odgovor na vprašanje o razlagi te slike je mogoče dati le zelo previdno. Prometej v 16. in 17. stoletju nikakor ni bil sojen soglasno. Ocena Titana in njegovih dejanj je nihala med občudovanjem in popolno zavrnitvijo. Nikakor ni veljal za nedolžnega trpečega. V njem je nekdo videl demonskega Luciferja, ki je znal prevarati najvišjega Boga. Globokemu padcu se ni bilo mogoče izogniti.

## V popularni kulturi
Slika je omenjena v romanu Susanne Röckel Der Vogelgott (2018).